# Kiwada Tadashi
Tadashi Kiwada (sinh ngày 29 tháng 9 năm 1996) là một cầu thủ bóng đá người Nhật Bản.

## Sự nghiệp câu lạc bộ
Tadashi Kiwada đã từng chơi cho Fagiano Okayama.